# Samuel W. Peel

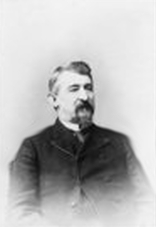
Samuel W. Peel

Samuel West Peel (* 13. September 1831 bei Batesville, Arkansas; † 18. Dezember 1924 in Bentonville, Arkansas) war ein US-amerikanischer Politiker. Zwischen 1883 und 1885 vertrat er den vierten und von 1885 bis 1893 den fünften Wahlbezirk des Bundesstaates Arkansas im US-Repräsentantenhaus.

## Werdegang
Samuel Peel besuchte die öffentlichen Schulen seiner Heimat und wurde danach Gerichtsdiener am Bezirksgericht im Carroll County. Während des Bürgerkrieges stieg er in der Armee der Konföderierten Staaten bis zum Colonel auf. Zwischenzeitlich kommandierte er ein Infanterieregiment aus Arkansas. Nach dem Krieg studierte Peel Jura. Nach seiner 1865 erfolgten Zulassung als Rechtsanwalt begann er in Carrollton in seinem neuen Beruf zu arbeiten. Im Jahr 1867 zog er nach Bentonville, wo er ebenfalls als Anwalt tätig war. Zwischen 1873 und 1876 war Peel Staatsanwalt im vierten Gerichtsbezirk von Arkansas. Politisch schloss er sich der Demokratischen Partei an.
1882 wurde Peel im vierten Distrikt von Arkansas in das US-Repräsentantenhaus gewählt. Dort löste er am 4. März 1883 Thomas M. Gunter ab. Bei den nächsten Wahlen im Jahr 1884 kandidierte er erfolgreich im fünften Bezirk, wo er zum Nachfolger von Clifton R. Breckinridge gewählt wurde. Nach mehreren Wiederwahlen konnte er sein Mandat im Kongress bis zum 3. März 1893 ausüben. Zwischen 1887 und 1889 sowie von 1891 bis 1893 war er Vorsitzender des Indianerausschusses. Für die Wahlen des Jahres 1892 wurde er von seiner Partei nicht mehr nominiert.
Nach dem Ende seiner Zeit im Kongress arbeitete er bis 1915 wieder als Rechtsanwalt in Bentonville und Washington, D.C. Danach zog er sich in den Ruhestand zurück. Samuel Peel starb im Dezember 1924 und wurde in Bentonville beigesetzt.